# Joppocryptus desantisi
Joppocryptus desantisi là một loài tò vò trong họ Ichneumonidae.